# Prochlorococcus

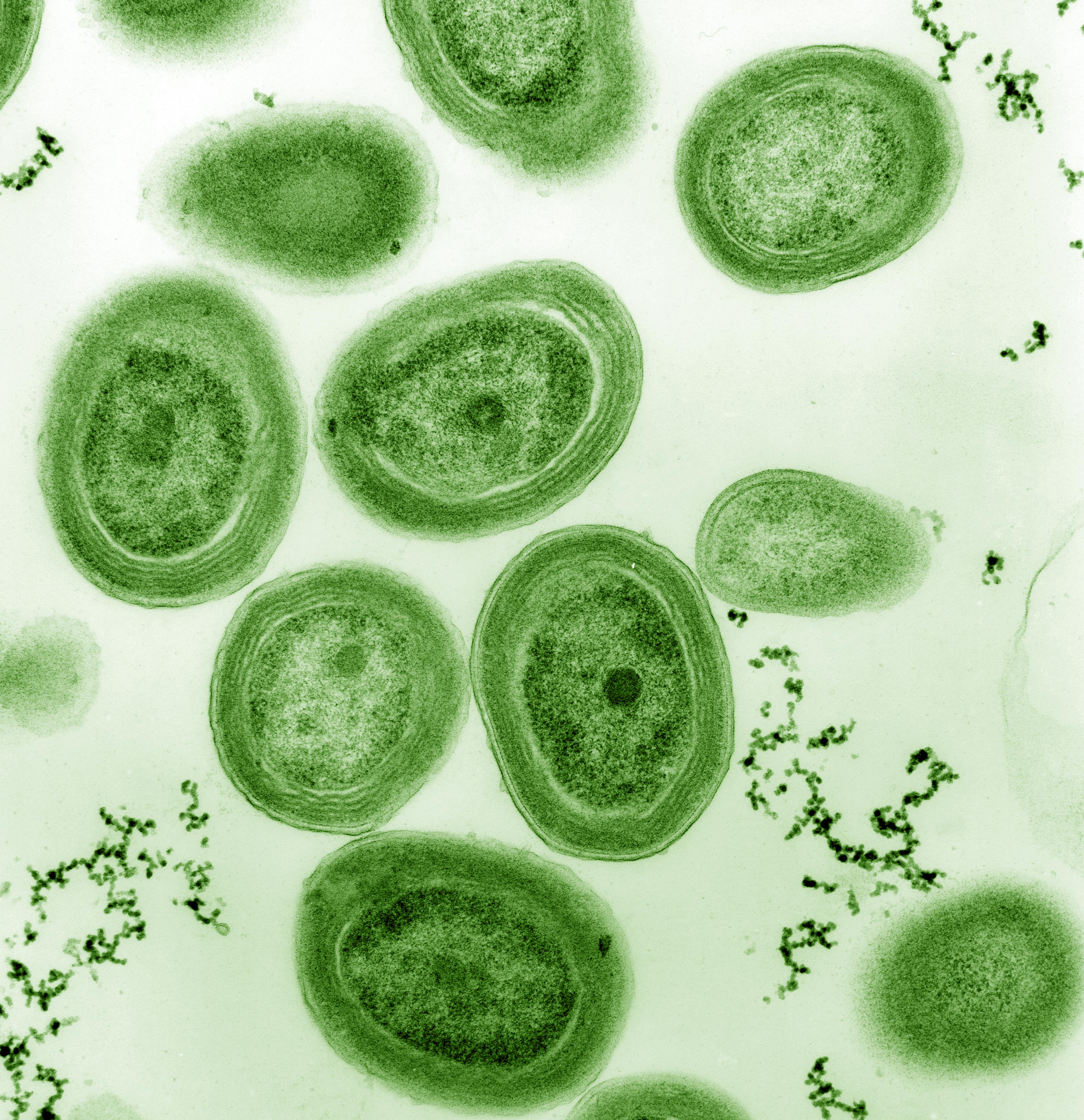
Prochlorococcus marinus.

Prochlorococcus es un género de cianobacterias marinas de tamaño muy pequeño (0,6 micras) con pigmentación inusual (clorofila b). Estas bacterias pertenecen a la picoplancton fotosintético y son probablemente el más abundante organismo fotosintético en la Tierra. Los microbios del género Prochlorococcus están entre los principales productores primarios en el océano, siendo los responsables de gran porcentaje de la producción fotosintética de oxígeno. El análisis de las secuencias del genoma de 12 cepas de Prochlorococcus muestran que 1100 genes son comunes en todas las cepas, y el tamaño medio de genoma es de aproximadamente 2.000 genes. Por el contrario, las algas eucariotas tienen más de 10.000 genes.

## Descubrimiento
A pesar de que había habido varios registros anteriores de una especie pequeña contenedora de clorofila b en el océano, los Prochlorococcus fueron descubiertos en 1986 por Sallie W. (Penny) Chisholm del Instituto de Tecnología de Massachusetts, Robert J. Olson, de la Institución Oceanográfica de Woods Hole, y otros colaboradores en el mar de los Sargazos utilizando la citometría de flujo . El primer cultivo de Prochlorococcus se aisló en el Mar de los Sargazos en 1988 (cepa SS120) y al poco tiempo otra cepa se obtuvo del mar Mediterráneo (cepa MED). El nombre Prochlorococcus se originó por el hecho de que originalmente se supuso que el Prochlorococcus estaba relacionado con el Prochloron y otras bacterias contenedoras de clorofila b, llamados proclorofitas, pero ahora se sabe que las proclorofitas forman varios grupos filogenéticos separados dentro del subgrupo de las cianobacterias.
La única especie del género que se ha descrito es Prochlorococcus marinus.

## Morfología
Las cianobacterias marinas son, hasta la fecha, los organismos fotosintéticos más pequeños conocidos; El Prochlorococcus es el más pequeño presentando sólo 0,5 a 0,8 micrómetros de diámetro. Estas células, como todas con forma de cocos, no tienen movilidad. Son de vida libre. Presentan tamaño pequeño, y por lo tanto presentan una alta relación superficie-volumen, lo que les da una ventaja en el agua pobre en nutrientes. Aun así, se supone que Prochlorococcus tiene un requerimiento de nutrientes muy pequeño. Por lo general, los Prochlorococcus se dividen una vez al día en la capa subsuperficial o en aguas oligotróficas.

## Distribución
Los Prochlorococcus se han encontrado, de manera abundante, en la zona eufótica de los océanos tropicales del mundo. Es, posiblemente, la más abundantes de las especies de la Tierra: un solo mililitro de agua marina superficial puede contener desde 100.000 células o más. A nivel mundial, la abundancia media anual es de entre 2,8 y 3,0 octilliones (~ 1027 ) de individuos. (en comparación, es aproximadamente el número de átomos de una tonelada de oro). Los Prochlorococcus habitan entre el 40 ° N y 40 ° S y dominan en las regiones oligotróficas (pobres en nutrientes). Los Prochlorococcus se encuentran sobre todo en un rango de temperatura de 10-33 °C y algunas cepas pueden crecer a profundidades con poca luz (<1% de luz de la superficie). A estas cepas se le ha asignado el ecotipos LL (Low Light). A las cepas que ocupan menor profundidad en la columna de agua se les asignó el ecotipo HL (High light).
Los Prochlorococcus de ecotipo LL presentan una mayor proporción de clorofila b que de clorofila a, lo que ayuda a su capacidad para absorber la luz azul. Ya que la luz azul es capaz de penetrar en las aguas del océano más profundamente que el resto del espectro visible, hasta alcanzar profundidades de 200 metros, dependiendo de la turbidez del agua. Esta profundidad de penetración de la luz azul, combinada con la capacidad del Prochlorococcus de ecotipo LL de utilizarla para la fotosíntesis, permite que las poblaciones de Prochlorococcus LL sobrevivan a profundidades de hasta 200 metros. Se ha estimado que estas bacterias producen alrededor del 20% del de oxígeno fotosintético mundial, y forman parte de la base de la cadena alimentaria en el océano.

## Pigmentos
Los Prochlorococcus están estrechamente relacionados con los Synechococcus, otra abundante cianobacteria fotosintética, que contiene los ficobilisomas (antenas para captación de luz). Sin embargo, los Prochlorochoccus han evolucionado para utilizar un único complejo captador de luz, que consiste predominantemente de derivados divinilicos de clorofila a (Chl a2) y b (Chl b2) y carente de clorofilas monovinilicas y ficobilisomas. Prochlorococcus es la única especie silvestre fototrofica oxigénica conocida que no contiene Chl a como un importante pigmento fotosintético, y es el único procariota conocido con α-caroteno.
Los Prochlorococcus ocupan dos nichos ecológicos distintos, lo cual lleva a clasificarlos por su exposición a la luz, ya sea baja (LL) o alta (HL), que varían en proporciones de pigmento (los del ecotipo LL tiene una alta proporción de clorofila B2 frente a la clorofila a2 y los del ecotipo HL tiene una baja relación de b2 frente a la clorofila a2), requerimientos de luz, de nitrógeno, la utilización de fósforo y cobre, y la sensibilidad a los virus. Estos "ecotipos" pueden diferenciarse sobre la base de la secuencia de sus genes de RNA ribosomal. Las cepas adaptadas de alta luz habitan en profundidades entre 25 y 100 m, mientras que las cepas adaptadas de poca luz habitan en aguas entre 80 y 200 m. Recientemente se han secuenciado los genomas de varias cepas de Prochlorococcus. Doce genomas completos que se han secuenciado revelan linajes de Prochlorococcus marinus fisiológica y genéticamente distintos, que son un 97% similares en el gen del 16S rRNA.